# Kazimierz Sidorczuk
Kazimierz Sidorczuk (ur. 4 marca 1967 w Szczecinie) – polski piłkarz, bramkarz reprezentacji Polski.

## Kariera piłkarska

### Kariera klubowa
Występował w następujących klubach: Dąb Dębno, Celuloza Kostrzyn, Lech Poznań, Sokół Pniewy, Zagłębie Lubin, Warta Poznań, Petrochemia Płock, Stomil Olsztyn, Sturm Graz, Kapfenberger SV.
W I lidze rozegrał 205 spotkań, debiutując 17 września 1988.
Z Lechem Poznań zdobył trzykrotnie mistrzostwo Polski (1990, 1992, 1993) i dwa razy Superpuchar Polski (1990, 1992), natomiast ze Sturmem Graz dwukrotnie mistrzostwo Austrii (1998, 1999) i Puchar Austrii (1997, 1999).
W sezonie 1992/93, grając w barwach Lecha Poznań, nie puścił bramki przez 834 minuty, co daje mu drugie miejsce w tej klasyfikacji w historii najwyższej ligi polskiej.

### Kariera reprezentacyjna
W drużynie narodowej rozegrał 14 spotkań, debiutując 19 grudnia 1990 w Wolosie w meczu Grecja – Polska (1:2).

## Kariera trenerska
Aktualnie jest trenerem bramkarzy w Sturmie Graz.

## Statystyki kariery klubowej
| Sezon     | Klub              | Kraj    | Rozgrywki | Mecze | Bramki |
| --------- | ----------------- | ------- | --------- | ----- | ------ |
| 1985/86   | Dąb Dębno         | Polska  | IV liga   |       |        |
| 1986/87   | Celuloza Kostrzyn | Polska  | III liga  |       |        |
| 1987/88   | Celuloza Kostrzyn | Polska  | III liga  |       |        |
| 1988/89 j | Celuloza Kostrzyn | Polska  | III liga  |       |        |
| 1988/89 w | Lech Poznań       | Polska  | I liga    | 1     | 0      |
| 1989/90   | Lech Poznań       | Polska  | I liga    | 26    | 0      |
| 1990/91   | Lech Poznań       | Polska  | I liga    | 25    | 0      |
| 1991/92   | Lech Poznań       | Polska  | I liga    | 34    | 0      |
| 1992/93   | Lech Poznań       | Polska  | I liga    | 29    | 0      |
| 1993/94 j | Sokół Pniewy      | Polska  | I liga    | 5     | 0      |
| 1993/94 w | Zagłębie Lubin    | Polska  | I liga    | 9     | 0      |
| 1994/95 j | Warta Poznań      | Polska  | I liga    | 11    | 0      |
| 1994/95 w | Petrochemia Płock | Polska  | I liga    | 17    | 0      |
| 1995/96   | Stomil Olsztyn    | Polska  | I liga    | 33    | 0      |
| 1996/97 j | Stomil Olsztyn    | Polska  | I liga    | 15    | 0      |
| 1996/97 w | SK Sturm Graz     | Austria | I liga    | 18    | 0      |
| 1997/98   | SK Sturm Graz     | Austria | I liga    | 35    | 0      |
| 1998/99   | SK Sturm Graz     | Austria | I liga    | 34    | 0      |
| 1999/00   | SK Sturm Graz     | Austria | I liga    | 2     | 0      |
| 2000/01   | SK Sturm Graz     | Austria | I liga    | 20    | 0      |
| 2001/02   | SK Sturm Graz     | Austria | I liga    | 31    | 0      |
| 2002/03   | Kapfenberger SV   | Austria | I liga    | 27    | 0      |
| 2003/04   | Kapfenberger SV   | Austria | I liga    | 34    | 1      |
| 2004/05   | Kapfenberger SV   | Austria | I liga    | 26    | 0      |
| 2005/06   | Kapfenberger SV   | Austria | I liga    | 13    | 0      |

## Sukcesy
Lech Poznań:
- Mistrzostwo Polski (3 razy): 1989/1990, 1991/1992 i 1992/1993
- Superpuchar Polski (2 razy): 1990 i 1992

Sturm Graz:
- Mistrzostwo Austrii (2 razy): 1997/1998 i 1998/1999
- Puchar Austrii (2 razy): 1997 i 1999